# Renatinho (ur. 1987)
Renato Carlos Martins Júnior (ur. 14 maja 1987) – brazylijski piłkarz występujący na pozycji napastnika.

## Kariera klubowa
Od 2005 roku występował w klubach Santos FC, Rentistas, Kawasaki Frontale, Portimonense SC, São Caetano, Hangzhou Greentown, Chiangrai United i Skënderbeu Korcza.